# Omayyadi

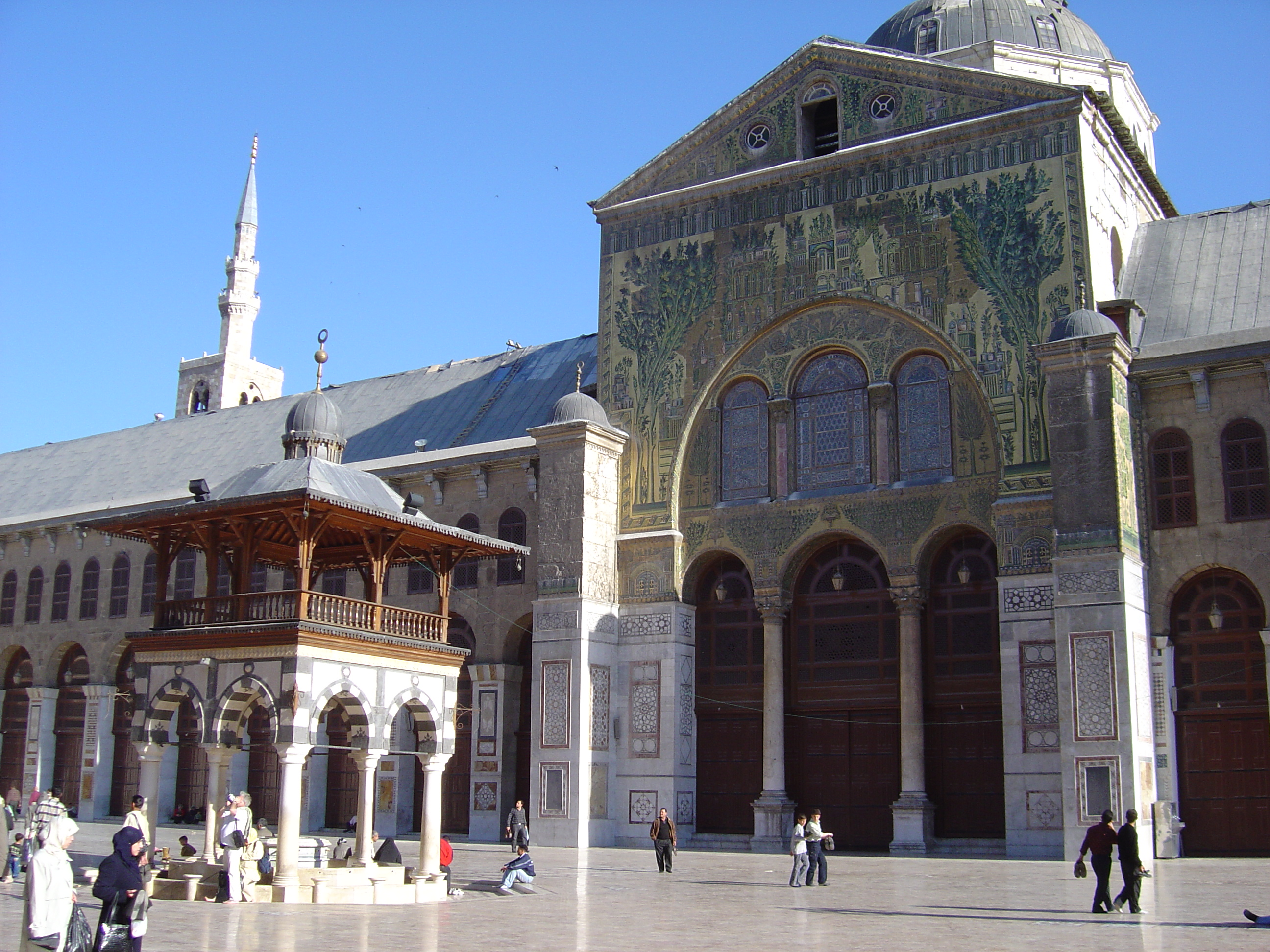
La facciata della moschea degli Omayyadi di Damasco, prospiciente la muṣallā

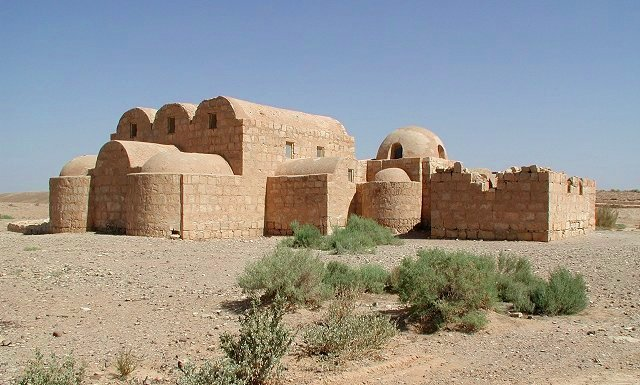
Il Qusayr ʿAmra

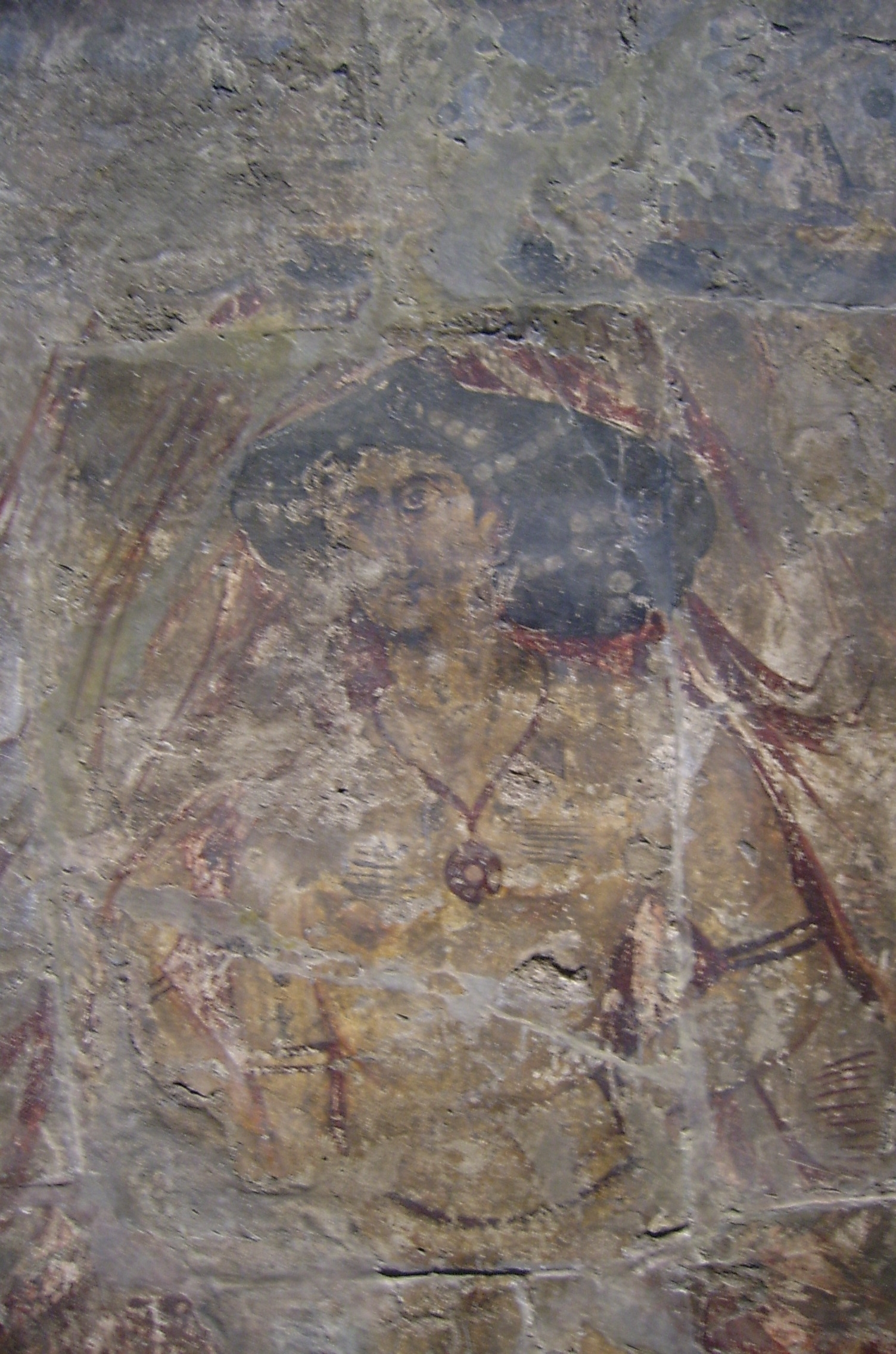
Affresco del Quṣayr ʿAmra (Pergamon Museum, Berlino)

Gli Omayyadi (al sing. omayyade, pron. [oˈmajade]) o Omaiadi sono stati una dinastia araba. Il clan che la fondò si chiamava Banū Umayya (in arabo بنو أمية‎?), veniva dalla Mecca in Arabia e apparteneva alla tribù Quraysh ("coreisciti").
Gli Omayyadi furono a capo del primo califfato tra il 661 e il 750, inizialmente con Muʿāwiya ibn Abī Sufyān. Quando gli Abbasidi estromisero gli Omayyadi dal califfato, questi ultimi ripararono in al-Andalus (Spagna), dove istituirono un emirato (756), fondando una seconda dinastia che nel X secolo ambirà anche al titolo califfale e che durerà fino al 1031. Protagonista di questa emigrazione sarà ʿAbd al-Raḥmān b. Muʿāwiya.

## I califfi omayyadi di Siria
All'epoca del profeta Maometto, il clan era uno dei più ricchi della Mecca e, come tale, governava di fatto la città insieme ad altre potenti famiglie in quella che è stata definita una "repubblica oligarchica mercantile".
Il personaggio di maggior rilievo della prima dinastia era Muʿāwiya ibn Abī Sufyān, figlio di Ḥarb, che contrastò a lungo l'attività di Maometto e si sottomise al nuovo modello religioso e politico solo quando gli fu inevitabile. La sera prima della resa della città a Maometto, nell'anno 630, accompagnato dai figli Yazīd e da Muʿāwiya, probabilmente su pressione dello zio del profeta al-ʿAbbās b. ʿAbd al-Muṭṭalib (eponimo degli Abbasidi), si recò nel campo armato di Maometto e fece dichiarazione di fede islamica, sancendo di fatto la fine delle ostilità fra musulmani e pagani della Mecca e la vittoria dei primi.
I vantaggi per la sua famiglia furono subito evidenti. Abū Sufyān poté mantenere intatto il suo patrimonio e i suoi figli furono completamente coinvolti nella conduzione politica della Umma. Il primogenito ebbe incarichi militari di spicco (che lo porteranno poi a comandare uno dei corpi di spedizione in Siria e al suo governatorato all'epoca di ʿUmar ibn al-Khaṭṭāb), il secondo fu segretario del Profeta trascrivendo alcune Rivelazioni coraniche per poi accompagnare il fratello come suo alfiere in Siria e raccogliendone l'eredità governatoriale quando morì di peste ad Emmaus (ʿUmwās) nel 639.
Abī Sufyān fondò la prima dinastia califfale che guidò la Umma islamica dal 661 al 750. La famiglia omayyade aveva già espresso nel 644 un califfo nella persona di ʿUthmān ibn ʿAffān e spostò a Damasco la capitale della Umma, precedentemente fissata a Kufa, dove era stata trasferita da ʿAlī ibn Abī Ṭālib, e prima ancora a Medina. A Damasco, tuttavia, i califfi omayyadi spesso preferirono i loro palazzi o casini di caccia situati nella steppa (bādiya) siriana e transgiordanica: i cosiddetti "castelli omayyadi" di Quṣayr ʿAmrā, del Qaṣr al-Khayr al-Gharbī, del Qaṣr al-Mshattā e di molti altri, alcuni dei quali erano riadattamenti di precedenti strutture palaziali bizantine o ghassanidi, oppure costruite ex novo.

## I califfi omayyadi di al-Andalus
Quando la dinastia – distinta in una prima branca, detta "sufyànide" e in una seconda, detta "marwànide" – crollò sotto i colpi degli Abbasidi, ʿAbd al-Raḥmān b. Muʿāwiya, un membro della famiglia omayyade e nipote di un precedente califfo, riuscì a scampare alla strage operata dai vincitori ai danni della dinastia abbattuta. Costui riuscì a riparare in al-Andalus (la Spagna islamica) dopo essere stato accolto dalla famiglia berbera della madre in Nordafrica e lì si fece riconoscere emiro (amīr) dalla popolazione musulmana, ancora affezionata alla dinastia deposta, avviando una politica del tutto indipendente da quella dei suoi avversari Abbasidi, fondando l'emirato indipendente di Cordova.
ʿAbd al-Raḥmān mantenne come sua capitale la vecchia sede governatoriale di Cordova e si fece promotore di una politica di forte contrasto del regno cristiano asturleonese, nato dopo la conquista islamica di buona parte della Penisola iberica, e di una poderosa ascesa culturale che fortemente influenzò i confinanti regni cristiani.
Nel X secolo d.C. l'emirato si trasformò in califfato, anche per controbattere sul piano dell'immagine l'appena istituito (anti)califfato dei Fatimidi ismailiti, proponendosi definitivamente come legittima alternativa sunnita al califfato degli Abbāsidi. Il califfato omàyyade andaluso finì alla fine del primo terzo dell'XI secolo e dopo di esso si aprì la stagione dei Reinos de Taifas (Mulùk al-tawàʾif), nome dato al vasto insieme di staterelli musulmani che si vennero a creare dopo la dissoluzione del califfato di Cordova.

## Elenco dei califfi omàyyadi di Damasco (ramo sufyànide)
1. Muʿāwiya ibn Abī Sufyān, 661-680
2. Yazīd I ibn Muʿāwiya, 680-683
3. Muʿāwiya II ibn Yazīd, 683-684

## Elenco dei califfi omàyyadi di Damasco e Ḥarrān (ramo marwànide)
1. Marwān I ibn al-Ḥakam, 684-685
2. ʿAbd al-Malik ibn Marwān, 685-705
3. al-Walīd I ibn ʿAbd al-Malik, 705-715
4. Sulaymān ibn ʿAbd al-Malik, 715-717
5. ʿUmar ibn ʿAbd al-ʿAzīz, 717-720
6. Yazīd II ibn ʿAbd al-Malik, 720-724
7. Hishām ibn ʿAbd al-Malik, 724-743
8. al-Walīd II ibn Yazīd II, 743-744
9. Yazīd III ibn al-Walīd, 744
10. Ibrāhīm ibn al-Walīd, 744
11. Marwān II (sposta la capitale a Ḥarrān, Mesopotamia settentrionale), 744-750

## Elenco degli emiri omayyadi di Cordova
1. ʿAbd al-Raḥmān I ibn Muʿāwiya, 756-788
2. Hishām I ibn ʿAbd al-Raḥmān I, 788-796
3. al-Ḥakam I ibn Hishām I, 796-822
4. ʿAbd al-Raḥmān II ibn al-Ḥakam I, 822-852
5. Muḥammad I ibn ʿAbd al-Raḥmān II, 852-886
6. al-Mundhir ibn Muḥammad I, 886-888
7. ʿAbd Allāh ibn Muḥammad, 888-912
8. ʿAbd al-Rahmān III ibn Muḥammad, 912-929

## Elenco dei califfi omayyadi di Cordova
1. ʿAbd al-Raḥmān III ibn Muḥammad, 929-961
2. al-Ḥakam II ibn ʿAbd al-Raḥmān III, 961-976
3. Hishām II ibn al-Ḥakam II, 976-1009
4. Muḥammad II ibn Hishām II, 1009-1010
5. Hishām II (secondo califfato), 1010-1010
6. Sulaymān al-Mustaʿīn, 1010
7. Hishām II (terzo califfato), 1010-1013
8. Sulaymān al-Mustaʿīn (secondo califfato), 1013-1016
9. ʿAlī ibn Ḥammūd (hammùdide'), 1016- 1018
10. ʿAbd al-Raḥmān IV ibn Muḥammad, 1018
11. al-Qāsim al-Maʾmūn (hammùdide'), 1018-1021
12. Yaḥyà ibn ʿAlī (hammùdide), 1021
13. al-Qāsim al-Maʾmūn (hammùdide, secondo califfato), 1021-1023
14. ʿAbd al-Raḥmān V ibn Hishām, 1023-1024
15. Muḥammad III ibn ʿAbd al-Raḥmān, 1024-1025
16. Yaḥyà ibn ʿAlī (hammùdide, secondo califfato), 1025-1026
17. Hishām III ibn Muḥammad, 1027-1031

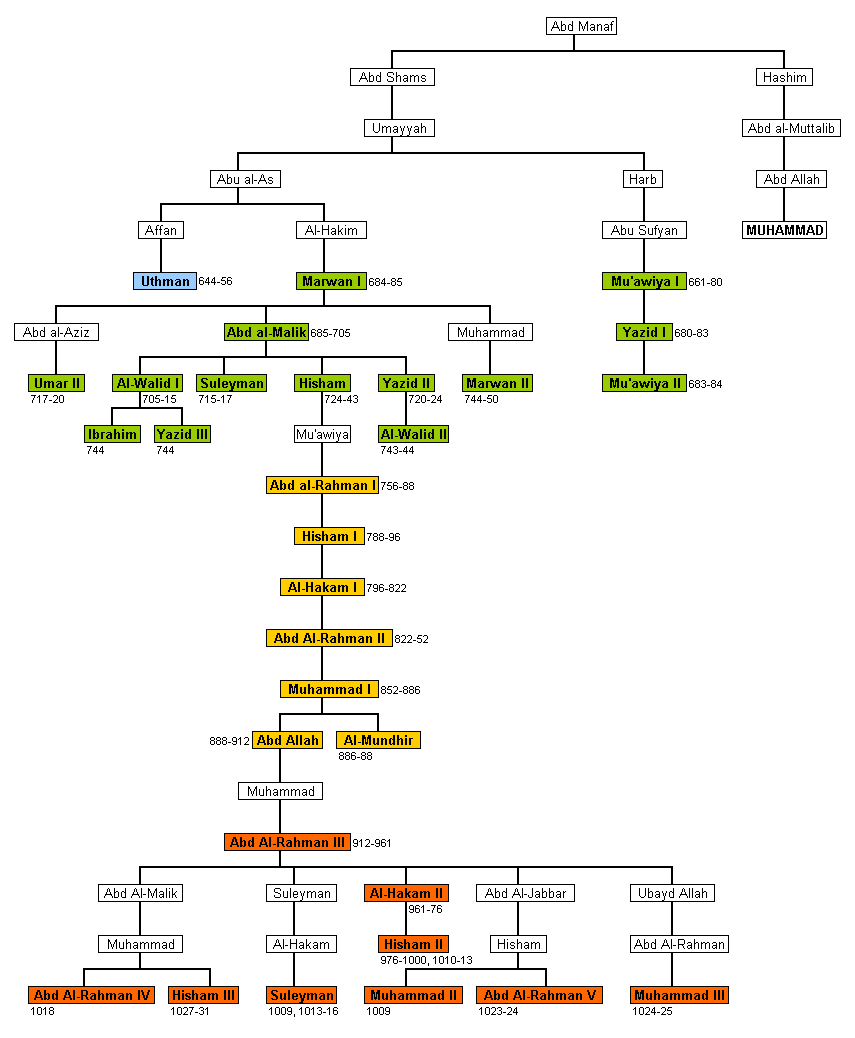
In verde sono indicati gli Omàyyadi di Siria, in giallo e rosso quelli di al-Andalus